# 布罗格利
布罗格利（法語：Broglie，法語發音：[bʁɔɡli]）是法国厄尔省的一个市镇，位于该省西部，属于贝尔奈区。

## 地名
“Broglie”一名来源于布罗伊公爵，但其发音已变为[bʁɔɡli]，故译为“布罗格利”。

## 地理
布罗格利（49°0'31"N, 0°31'46"E）面积7.96 平方千米，位于法国诺曼底大区厄尔省，该省份为法国北部内陆省份，北起滨海塞纳省，西接奧恩省和卡爾瓦多斯省，南至厄尔-卢瓦省，东临瓦兹省、瓦兹河谷省和伊夫林省。
与布罗格利接壤的市镇（或旧市镇、城区）包括：尚布拉克、拉沙佩勒戈捷、费里耶尔圣伊莱尔、格朗康、圣欧班迪泰内。
布罗格利的时区为UTC+01:00、UTC+02:00（夏令时）。

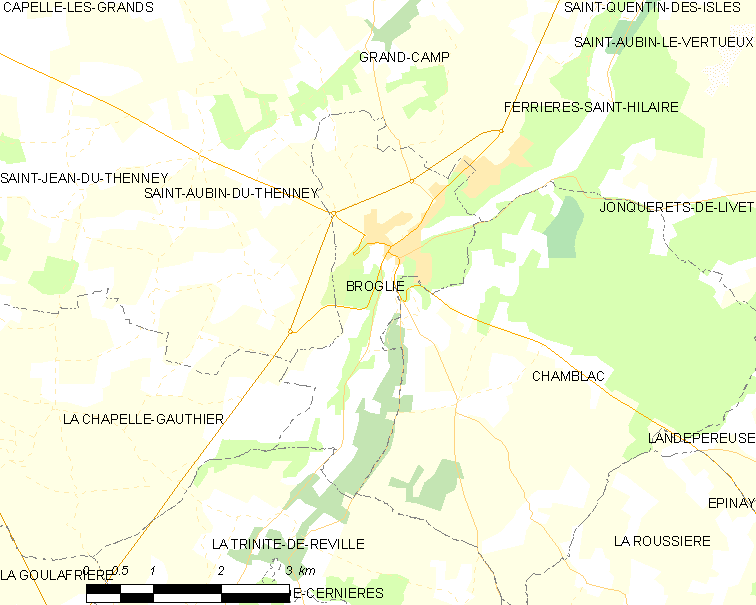
布罗格利的OSM定位图

## 行政
布罗格利的邮政编码为27270，INSEE市镇编码为27117。

## 政治
布罗格利所属的省级选区为布勒特伊县。

## 人口

1962-2008年间布罗格利人口变化图示

布罗格利于2022年1月1日时的人口数量为1035人。